# Helonica
Helonica  (лат.) — род равнокрылых насекомых из семейства горбаток (Smiliinae, Membracidae).
Неарктика: США.
Дорсальный край головы с резким подъёмом у глаз. Пронотум покрывает передние крылья, модифицирован, с высоким дорсальным выступом, плечевые углы увеличены. Передние крылья с жилками R, M, и Cu разделёнными у основания, но сходящимися у вершины; с 2 или более поперечными жилками m-cu. Растения-хозяева: Fagaceae (Quercus); Vitaceae (Vitis)
.

## Систематика
Род включён в трибу Telamonini.
- Helonica excelsa Fairmaire